# Casandria daunus
Casandria daunus är en fjärilsart som beskrevs av Druce. Casandria daunus ingår i släktet Casandria och familjen nattflyn. Inga underarter finns listade i Catalogue of Life.